# السياسة العنصرية لألمانيا النازية

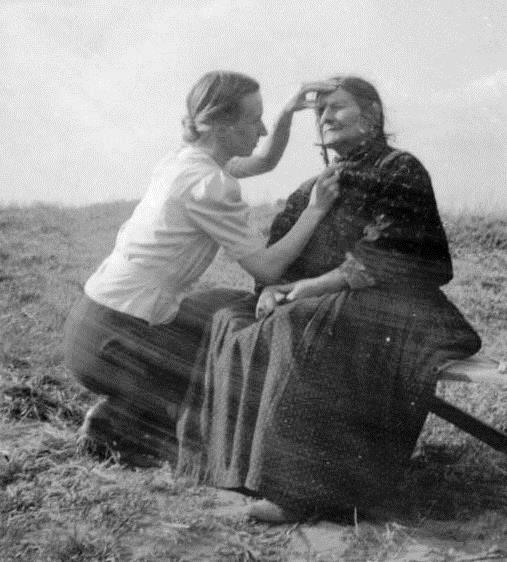
إيفا جوستين من وحدة أبحاث الصحة والبيولوجيا الديموغرافية وهي تقيس جمجمة امرأة من طائفة «الغجر».

كانت السياسة العنصرية لألمانيا النازية هي مجموعة من السياسات والقوانين المطبقة في ألمانيا النازية (1933–1945) بناءً على مبدأ عنصري محدد يؤكد تفوق العرق الآري، الذي ادعى الشرعية العلمية. تم الجمع بين هذا مع برنامج تحسين النسل الذي يهدف إلى النظافة العرقية عن طريق التعقيم الإجباري وإبادة أولئك الذين رأوا أنه أونترمينش («دون البشر»)، والتي بلغت ذروتها في المحرقة.
صُنّفت السياسات النازية سكانًا على مدار قرون في الأراضي الألمانية لم يكونوا من الألمان العرقيين مثل اليهود (فهموا في النظرية العنصرية النازية كشعب "سامي" من أصول بلاد الشام) ورومان (المعروف أيضًا باسم الغجر، وهم شعب "آريون هندي" من أصول شبه القارة الهندية)، إلى جانب الغالبية العظمى من السلاف (البولنديون الإثنيون والصرب والروس وما إلى ذلك)، ومعظم غير الأوروبيين بوصفهم من البشر دون الآريين الأقل شأنا (أي غير بلدان الشمال الأوروبي، تحت التخصيص النازي لمصطلح " الآرية " ") في التسلسل الهرمي العنصري الذي وضع Herrenvolk (" سباق سيد ") من Volksgemeinschaft (" مجتمع الناس ") في القمة.

## أساس السياسات النازية

### أساس السياسات النازية ودستور عرق السادة الآري
صَنَّف عرق السادة الآري الذي صممه النازيون البشرَ على مقياس يبدأ بالآريين الخالصين وينتهي بغير الآريين (كانوا يُعتبرون دون البشر). وعلى قمة مقياس الآريين الخالصين كان الألمان وشعوب جرمانية أخرى، تشتمل على الهولنديين، والإسكندنافيين، والإنجليز. كان اللاتينيُّون نوعًا ما يُعتَبرون أقَل شانًا، لكنهم كانوا مُسَامَحين؛ وكان يُعتقد أن الإيطاليين والفرنسيين لديهم خليطًا مناسبًا من دمٍ جرماني.

كان الإحساس بأن الالمان هم سادة الآريين (herrenvolk) (عرق السادة الآري) منتشرا على نطاق واسع بين عامَّة الألمان بسبب الدِعاية النازية وبين المسؤولين النازيين بسبب الرُّتَب، خصوصا بعد ان قال إريك كوش عند عمله في الإدارة العسكرية في أوكرانيا:
نحن سادة الناس، أي ان العامل الألماني الأكثر انحطاطًا أفضل بألف مرة من الناحية العرقية والبيولوجية من بقية الناس هنا.

إريك كوش، 5 مارس 1943-
اعتَبر النازيون السلاف أونترامينش (Untermneschen) غير آريين (دون البشر) حيث كان الألمان يستعبدونهم ويقتلونهم. كانت الشعوب السلافية مثل الشعب الأوكراني، والتشيكي، والسلوفاكي والكرواتي التي قد تعاونت مع ألمانيا النازية لاتزال تعتبر من الناحية العرقية غير «نقية» بما فيه الكفاية لتصل إلى منزلة الشعوب الجرمانية، إلا أنهم أصبحوا في نهاية المطاف أفضل عرقيًا من بقية السلاف، وذلك في الغالب بسبب النظريات العلمية الزائفة التي كانت تُظهِر امتلاك هذه الأمم خليطًا كبيرا من الدم الجرماني. وفي البلدان حيث عاش هؤلاء الناس، كان هنالك على حسب النازيين مجموعات صغيرة من سلالاتٍ ألمانية غير سلافية. وكان هؤلاء الناس يخضعون لعملية «اختيار عرقي» لتحديد ما إذا كانوا «قيِّمين عرقيًا»، وإذا ما تَمَّ اختيار شخص ما فستتم إعادة ألمَنَتِه وسيؤخذ من أهله بالقوة لتَتِمَّ تربيته كشخصٍ ألماني. وكانت خطة جنرالبلان أوست (Generalplan Ost) السرية (الخطة الرئيسية للشرق) تهدف إلى طرد، واستعباد وإبادة غالبية الشعب السلافي. تغَيَّرت السياسة النازية تجاههم في الحرب العالمية الثانية كوسيلة عملية تهدف إلى التغلب على مشكلة النقص في القوى العاملة العسكرية: حيث تم السماح لهم، مع فرض قيود معينة، بالخدمة في جناح فافن إس إس (Waffen-SS) على الرغم من اعتبارهم أدنى من البشر. وصفت الدعاية النازية سكانَ أوروبا الشرقية أصحاب المظهر الآسيوي الناتج عن التداخل بين السكان السلافيين الأصليين والأعراق الآسيوية أو المغولية بصفة ما دون البشر حيث يهيمن اليهود عليهم بمساعدة من البلشفية. وفي نهاية المقياس العرقي الخاص بغير الآريين كان يوجد اليهود، والبولنديون العرقيون، والصربيون العرقيون وسكان سلافيون آخرون، والغجر، وأصحاب البشرة السوداء. سعى النازيون في الأصل إلى تخليص الدولة الألمانية من اليهود والغجر عن طريق الترحيل (والإبادة لاحقًا)، بينما كان يتم فصل السُود وقتلهم في نهاية المطاف باستخدام التعقيم الإجباري.
يعتقد منظرو حركة فولكيش أن الأسلاف التيوتونية التابعة لألمانيا قد انتشرت إلى خارج ألمانيا عبر أوروبا. وفيما يتعلق بالقبائل الجرمانية التي انتشرت عبر أوروبا أظهر المنظرون أن البرغنديين، والفرنجة والقوط الغربيين قد انظموا إلى الغالوس لإقامة فرنسا؛ وانتقلت قبيلة اللومباديين إلى الجنوب وأنظموا إلى الإيطاليين؛ وأقام شعب الجوت الدانيمارك؛ وأقام شعبا الأنجل والساكسون إنجلترا؛ وأقام شعب فلمنك بلجيكا؛ وأقامت قبائل أُخرى هولندا.
نشأت المعتقدات العرقية النازية المتعلقة بتفوق عرق السادة الآري من أنصار سابقين لمفهوم التفوق العرقي أمثال الدبلوماسي والروائي الفرنسي آرثر دو غوبينو، ناشر لعمل مكون من أربع مجلدات باسم مقال عن عدم المساواة بين الأجناس البشرية (تُرجم إلى الألمانية في 1897). أظهر غوبينو أن الجنس الآري كان متفوقًا، إذ حَثَّ على حماية نقائه الجنسي والثقافي. ولاحقا أصبح غوبينو يستخدم مصطلح آري خصيصا للدلالة على «الجنس الألماني» حيث وصَف الآريين بوصف الجنس الألماني (la race germanique) وكان هذا بمثابة تقديم لنظرية عنصرية حيث كان الآريين -أي الألمان- يمثلون كل ما هو إيجابي. ويصف كتاب أُسس القرن التاسع عشر (1900) للفيلسوف هيوستن ستيوارت تشامبرلين، وهو من أوائل الذين جمعوا بين الداروينية الاجتماعية ومعاداة اليهود، التاريخ على هيئة كِفاحٍ بين الشعوب الجرمانية واليهود من أجل النجاة، حيث وصفهم بصفات الجماعة الدنيئة والخطيرة. وأستخدم الكتاب المكون من مجلدين أُسس التدريس الوراثي البشري والنظافة العرقية (1920- 21) بقلم يوجين فيشر، واروين باور، وفريتز لينز، دراسات العلم الزائف لإثبات تفوق الألمان على اليهود من الناحية الذهنية والجسدية، وأوصى بإتباع تحسين النسل كحل. كما ودافع كتاب الأساس العنصري للتاريخ الأوروبي (1916) بقلم ماديسون غرانت عن مفهوم النُوردية حيث اقترح استخدام برنامج تحسين نسل للحفاض على عرق دول شمال أوروبا. وبعد أن قرأ هتلر «الكتاب»، أطلق عليه اسم «كتابي المقدس».
تَحَدث المؤلف العنصري والمؤيد الشمالي لمبدأ التفوق هانس إف. كي. غونثر، المؤثر في الفكر النازي، في كتابه «المعرفة التقليدية العرقية للشعب الألماني» عن خطورة «الدم السلافي للعرق الشرقي» عند خلطه مع الدم الألماني. وكذلك جمع بين القومية الخبيثة ومعاداة اليهود. أصبح غونثر مثالًا على العلم الزائف المُسيَّس والمُحرَّف في ألمانيا ما بعد الحرب. وكانت مواضيع بحثه تشتمل على محاولات تهدف إلى اثبات وجود «رائحة وراثية» كريهة عند اليهود. وعلى الرغم من كونه أحد أبرز الكتاب النازيين، إلا أن غونثر لم يكن «في الطَليعة» بالنسبة للنازيين.
أنشأ قانون يوليو 1933 للوقاية من الأمراض المنقولة وراثيا -الذي سَنَّه إرنست رودين ومنظرين آخرين في «النظافة العرقية»- «محاكم الصحة الوراثية» التي كانت تفرض التعقيم الإجباري على «أي أشخاص مصابين بمرض وراثي». ويشتمل هؤلاء، بالنسبة للنازيين، على المصابين «بالتخلف العقلي»، والفُصام، «وجنون الهوس الاكتئابي»، «والصرع الوراثي»، «والرقاص الوراثي»، «والعمى الوراثي»، «والطرش الوراثي»، «وأي تشوه وراثي حاد»، «وكذلك أي شخص يعاني من إدمان شديد على الكحول». وبعد إجراء المزيد من التعديلات على القانون تمَّ فرض التعقيم على «الأبناء غير الشرعيين من رايلاند» (أطفال من أصول أفريقية وألمانية مختلطة).
كان الحزب النازي يرغب في زيادة معدلات مواليد أولئك الذين صُنِّفوا من النخبة من الناحية العرقية. وعندما كسب الحزب السلطة في 1933، كان إصدار قانون التشجيع على الزواج من أولى إجراءاته. حيث نَصَّ هذا القانون على إمكانية كافة المتزوجين حديثا ممن ينتمون إلى العرق الآري في الحصول على قرض حكومي. ولم يكن سداد هذا القرض بالأمرالهين، حيث كان يُعفى عن جزءٍ منه بعد ولادة كل طفل. كان الهدف من هذا القانون واضحا وبسيطا للغاية: تشجيع المتزوجين حديثًا على إنجاب أكبر عدد ممكن من الأطفال، حتى تزداد كثافة السكان الآريين.

## الشعب السينتي (Sinti) والغجري
بدأت ألمانيا النازية باضطهاد الغجر في بداية 1936 عندما أخذوا ينقلون الناس إلى معسكرات الاعتقال البلدية في ضواحي المدن، حيث تعد هذه بداية ترحيل 23,000 غجري إلى معسكرات الاعتقال، وكان النازيون ينسبون الغجر أصحاب «الدم النقي» إلى الآريين. حيث أن عشرة بالمئة تقريبا من الغجر كانوا يُعتبرون من أصحاب العرق النقي.

اقترح هاينرش هيملر سَن «قانون خاص بالغجر» لفصل الغجر عن الشعب الألماني: 
لابد أن الهدف الرئيسي من الإجراءات التي تتخذها الدولة من أجل الدفاع عن تجانس الأمة الألمانية هو الفصل الجسدي بين الحياة الغجرية والأمة الألمانية، ومنع تمازج الأجناس، وأخيرا، تنظيم أسلوب حياة أصحاب الجنس الغجري الخالص والمختلط. لا يمكن إنشاء الأساس القانوني الحتمي إلا عن طريق قانون خاص بالغجر، الذي يمنع المزيد من الاختلاط في الدم، والذي ينظم الأسئلة الأكثر إلحاحًا التي تتزامن مع وجود الغجر في مكان عيش الأمة الألمانية.  
ولكن، على الرغم من أن العديد من القوانين أثناء قيام ألمانيا النازية قد اضطهدت الغجر، إلا أن النازيين لم يسنوا قط «قانونًا غجريًا» محددًا، على الرغم من الحديث عنه في كثير من الأحيان.